# Puszyna
Puszyna (deutsch: Puschine, auch Puschiene, 1936–1945 Erlenburg) ist ein Ort der Stadt- und Landgemeinde Korfantów im Powiat Nyski der Woiwodschaft Opole in Polen.

## Geographie
Puszyna liegt rund vier Kilometer südöstlich von Korfantów (Friedland O.S.), 29& Kilometer östlich von Nysa und 42 Kilometer südwestlich von Opole (Oppeln) Nizina Śląska (Schlesischen Tiefebene). Südwestlich des Dorfes liegt der Puschiner Wald (Las Puszynski).
Nachbarorte von Puszyna sind im Norden Korfantów (Friedland O.S.), im Osten Piechocice (Piechotzütz), im Südosten Grabine (Grabina), im Westen Przydroże Wielkie (Groß Schnellendorf) und im Nordwesten Rączka (Rainisch).

## Geschichte

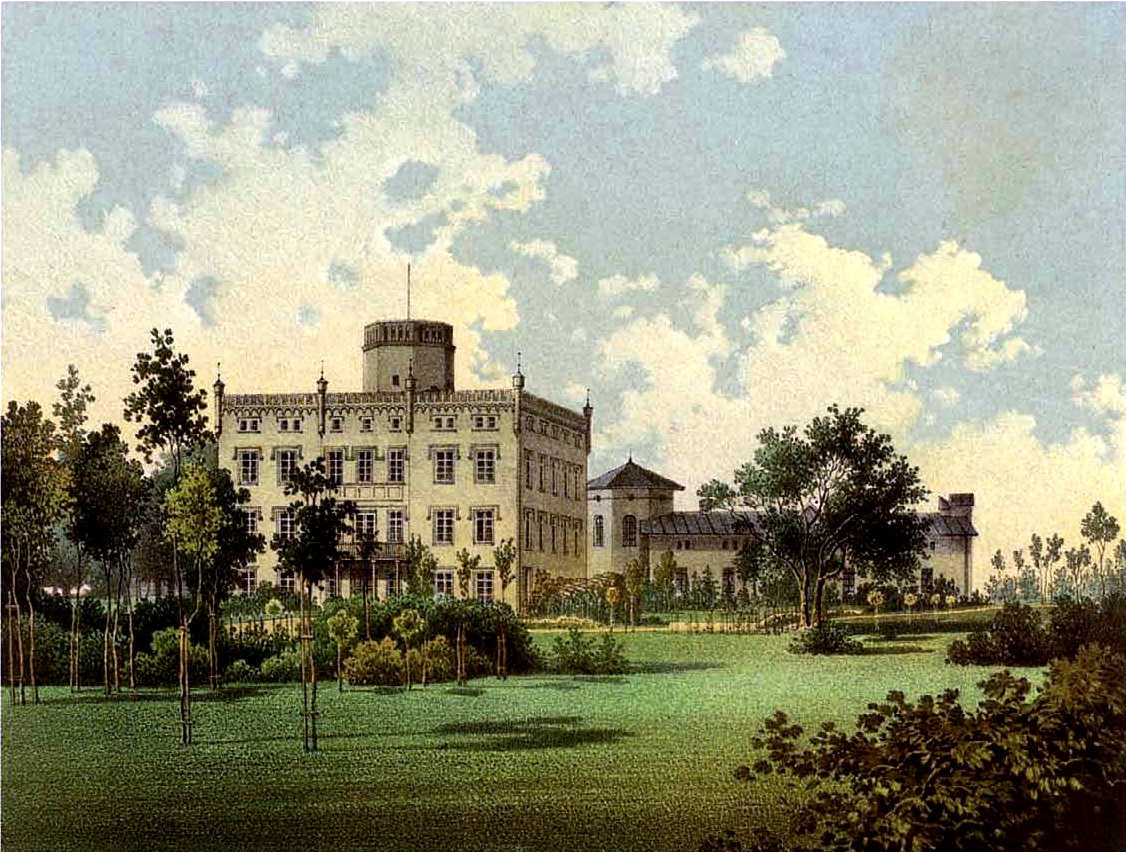
Schloss Puschine um 1860

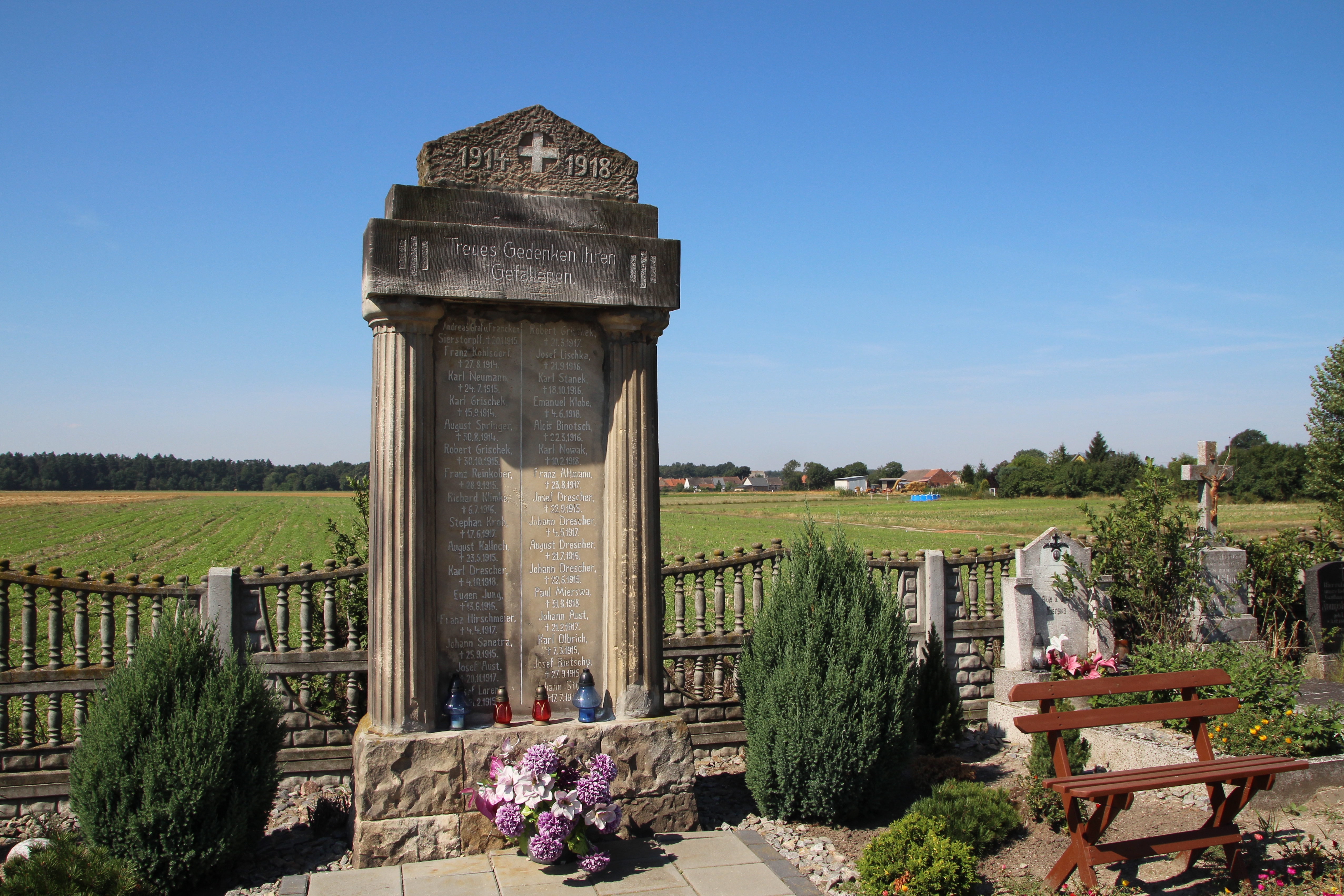
Gefallenendenkmal auf dem Dorffriedhof

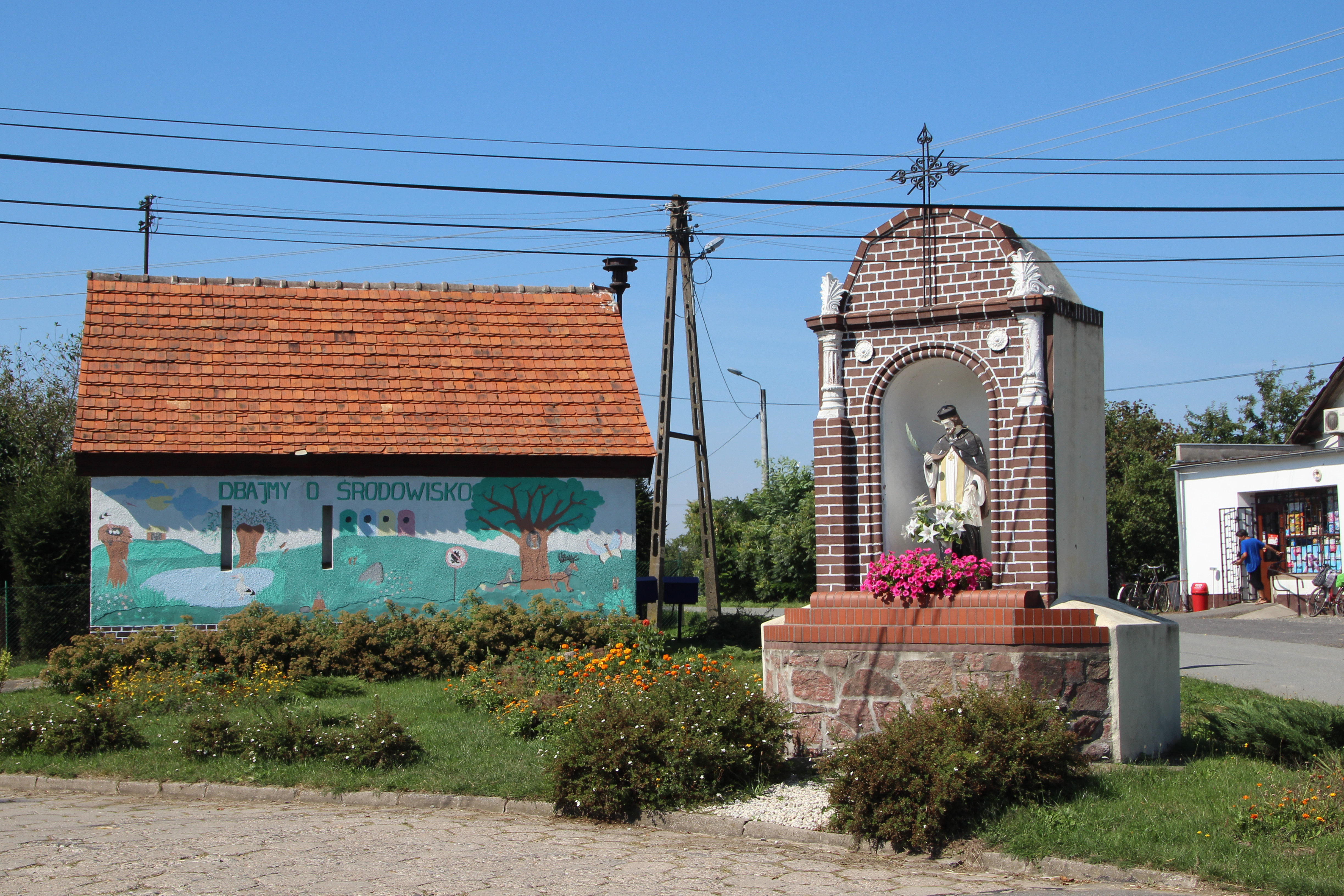
Nepomukkapelle

Das Dorf wurde im Jahr 1300 erstmals als Pussina erwähnt. Im Mittelalter bestand im Dorf eine Burg. Es wird vermutet, dass diese auch im Besitz der Tempelritter war. Der Turm dieser Burg hatte sich bis zur Zerstörung im Jahr 1945 als Bauteil des Schlosses Puschine erhalten.
Nach dem Ersten Schlesischen Krieg 1742 fiel Puschine mit dem größten Teil Schlesiens an Preußen. Von 1743 bis 1818 gehörte der Ort zum Landkreis Oppeln.
Nach der Neuorganisation der Provinz Schlesien gehörte die Landgemeinde Puschine ab 1818 zum Landkreis Falkenberg O.S. im Regierungsbezirk Oppeln. 1845 bestanden im Dorf ein Schloss, ein Vorwerk, eine katholische Schule, eine Brauerei, eine Brennerei und 87 Häuser. Im gleichen Jahr lebten in Puschine 477 Menschen, davon zwölf evangelisch. 1861 lebten in Puschine 677 Menschen. 1865 zählte das Dorf 37 Gärtner und 35 Häusler. Die Schule im Ort zählte im gleichen Jahr 96 katholische Schüler. 1874 wurde der Amtsbezirk Puschine gegründet, welcher aus den Orten Piechotzütz, Polnisch Jamke und Puschine und den Gutsbezirken Polnisch Jamke und Puschine bestand. Erster Amtsvorsteher war der Rittergutsbesitzer Graf Sierstorpff in Puschine. 1885 zählte Puschine 540 Einwohner.
1933 hatte Puschine 642 Einwohner. Am 28. Juli 1936 wurde der Ortsname in Erlenburg umbenannt. 1939 lebten in Erlenburg 624 Menschen. Bei schweren Kämpfen im Dorf im März 1945 wurde ein großer Teil der örtlichen Bebauung zerstört, darunter auch das Schloss mit dem mittelalterlichen Burgturm. Bis 1945 befand sich der Ort im Landkreis Falkenberg O.S.
Als Folge des Zweiten Weltkriegs fiel Puschine 1945 wie der größte Teil Schlesiens unter polnische Verwaltung. Nachfolgend wurde der Ort in Puszyna umbenannt und der Woiwodschaft Schlesien angeschlossen. 1946 wurde die deutsche Bevölkerung vertrieben. 1950 wurde es der Woiwodschaft Oppeln eingegliedert. 1999 kam der Ort zum neu gegründeten Powiat Nyski (Kreis Neisse). 2005 zählte das Dorf 362 Einwohner.

## Sehenswürdigkeiten
- Denkmal für die Gefallenen Soldaten des Dorfes des Ersten Weltkriegs auf dem Dorffriedhof
- Nepomukkapelle
- Wegekreuz
- Schlosspark

## Persönlichkeiten
- Friedrich von Francken-Sierstorpff (1843–1897) – Rittergutsbesitzer und Hofbeamter, in Puschine verstorben